# Baby baby baby (dosの曲)
「Baby baby baby」（ベイビー・ベイビー・ベイビー）は、日本の音楽ユニット・dosの1枚目のシングル。1996年3月21日にORUMOK RECORDSから発売された。

## 概要
表題曲は、メンバー自ら出演した資生堂「ティセラ」のCMソングとして使用された。
1996年4月19日に放送された「ミュージックステーション」に初出演した際、この曲を披露している。
小室がプロデュースを手掛けた5人組ガールズグループ・Def Willが当楽曲をカバーし、2018年2月14日に配信シングルとしてリリースしている。

## 収録曲
| 全作詞・作曲・編曲: 小室哲哉・前田たかひろ。 |                                   |                          |                          |      |
| #                                            | タイトル                          | 作詞                     | 作曲・編曲               | 時間 |
| 1.                                           | 「Baby baby baby (Radio Edit)」   | 小室哲哉 ・ 前田たかひろ | 小室哲哉 ・ 前田たかひろ | 4:25 |
| 2.                                           | 「Baby baby baby (Dance Edit)」   | 小室哲哉 ・ 前田たかひろ | 小室哲哉 ・ 前田たかひろ | 5:52 |
| 3.                                           | 「Baby baby baby (Instrumental)」 | 小室哲哉 ・ 前田たかひろ | 小室哲哉 ・ 前田たかひろ | 4:25 |
| 合計時間:                                    | 合計時間:                         | 14:42                    |                          |      |

### クレジット
- Produced : 小室哲哉
- Chorus : Sheila E, Lynn Mabry, Valeria Mayo

## 楽曲の収録アルバム
- オリジナル『chartered』（1996年）※アルバムバージョン
- オムニバス『ORUMOK COMPILATION 1995 to 1998』（1998年）
- オムニバス『ARIGATO 30 MILLION COPIES -BEST OF TK WORKS-』（2000年）
- オムニバス『90's BEST HIT SONGS～Female Collection～』（2000年）
- オムニバス『90's BEST HIT SONGS～Perfect Collection～』（2000年）
- オムニバス『同想会 '03 ASAYAN』（2003年）
- オムニバス『青春歌年鑑90年代総集編』（2004年）
- オムニバス『TK BOX 〜TETSUYA KOMURO HIT HISTORY〜』（2011年）
- オムニバス『TETSUYA KOMURO ARCHIVES “T”』（2018年）